# Bézu-Saint-Éloi
Bézu-Saint-Éloi é uma comuna francesa na região administrativa da Normandia, no departamento de Eure. Estende-se por uma área de 11,41 km². Em 2010 a comuna tinha 1 554 habitantes (densidade: 136,2 hab./km²).